# Kloatscheeten

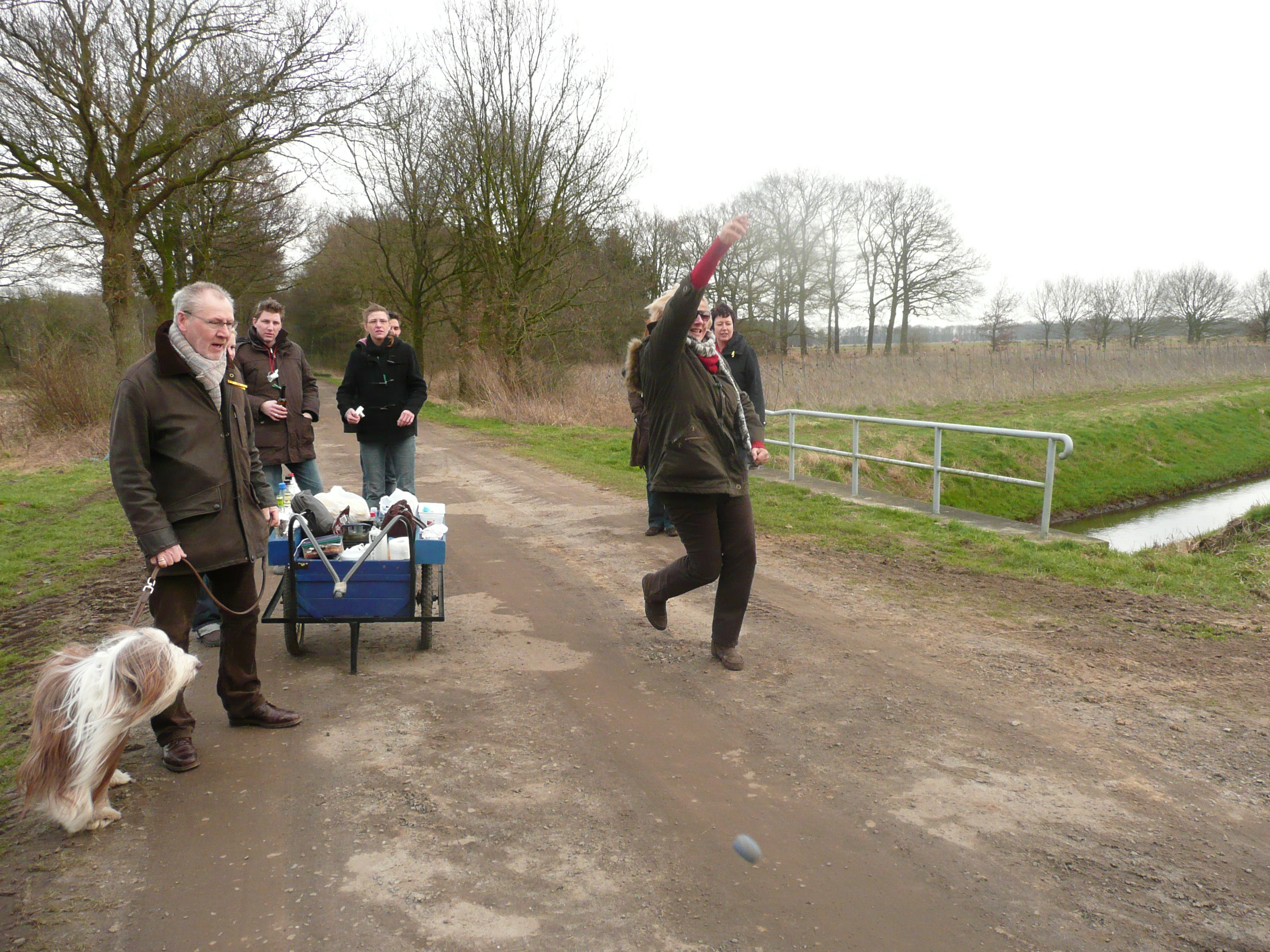
Kloatscheeten

Kloatscheeten ist ein vor allem in der Grafschaft Bentheim und im angrenzenden Emsland verbreiteter Volkssport. Hierbei ist zwischen den Sport-Kloatscheetern der Nordhorner Sportkloatscheeter Vereinigung (NSKV) sowie den Hobby-Kloatscheetern zu unterscheiden.

## Geschichte
Kloatscheeten ist ein uralter Brauch, über dessen Beginn aber wenig bekannt ist. In zufällig gefundenen Einträgen in einem Kirchenratsprotokoll der reformierten Gemeinde Bad Bentheim aus den Jahren 1630 und 1631 wird bereits der Kloet und das „Spielen mit dem Bollen und Kloet“ erwähnt. Auf dem Deutschen Turnfest in Leipzig wurde das Kloatscheeten 1913 als Sportart vorgestellt.
Ähnliche Sportarten sind das Boßeln und das Klootschießen, das vor allem weiter nördlich in Ostfriesland gespielt wird.

## Kloat und Wurftechnik

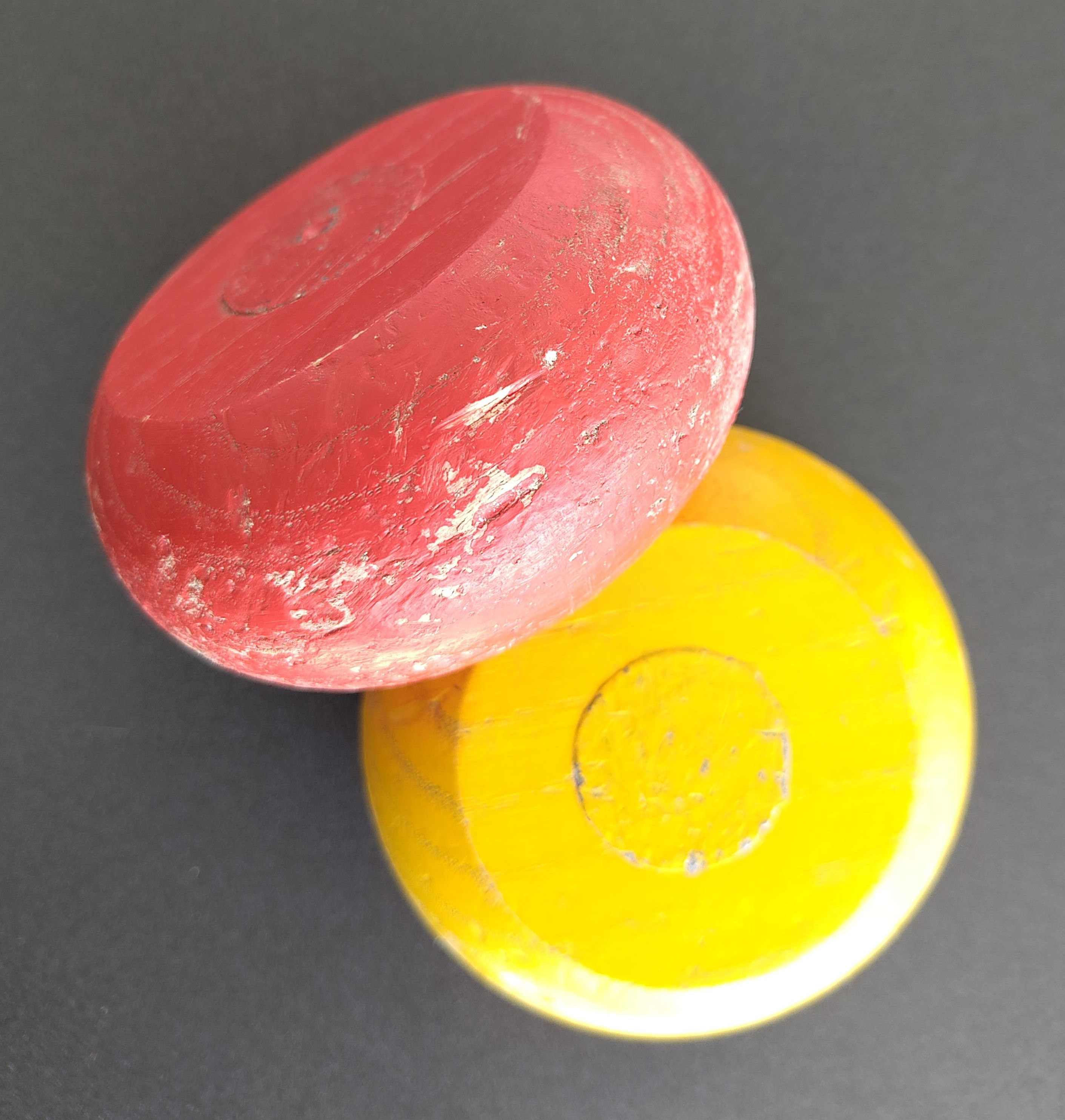
Zwei Kloats für ein rotes und ein gelbes Team

Das Sportgerät ist der Kloat, eine etwa 380 bis 450 Gramm schwere und 40 bis 45 Millimeter dicke, abgerundete Scheibe im Durchmesser von 70 bis 80 mm. In der Mitte befindet sich ein Bleikern. Er wird mit einem Unterschulterwurf möglichst weit geworfen, dabei zählt das Ausrollen (größter Anteil) des Kloats zur erzielten Weite eines Wurfs. Vor dem Wurf wird der Padd oder die Straße (Wurfstrecke) „gelesen“, um die beste Weite zu erzielen. Durch das Abrollen des Kloats über die Finger und beim Aufsetzen auf der Straße/dem Weg wird der Kloat in Rotation versetzt und kreiselstabilisiert. Eventuell auf dem Padd (Straße) liegende Steinchen oder Unebenheiten können die Laufrichtung des Kloats positiv wie auch negativ hinsichtlich der Wurfweite beeinflussen.

## Sportkloatscheeten
Vereinsmäßig wird das Kloatscheeten von mehr als 400 Grafschafter Kloatscheetern als Amateursport betrieben. Beim Sportkloatscheeten gelten die Regeln der Nordhorner Sportkloatscheetervereinigung 1975 e. V. Bei den Ligaspielen treten zwei Mannschaften mit je fünf Werfern (Damenliga vier Werferinnen) gegeneinander an. Dabei wirft der 1. Werfer der Mannschaft A gegen den 1. Werfer der Mannschaft B, 2. Werfer Mannschaft A gegen 2. Werfer Mannschaft B usw. Um diese Paarigkeit bei der zu erwartenden Unterschiede bei den Wurfweiten zu erhalten, können Schötts (Spielpunkt) erzielt werden. Ein Schött wird immer dann für eine Mannschaft erzielt, wenn z. B. Mannschaft A mit einem Wurf weniger weiter geworfen hat als Mannschaft B. Für alle Wettkämpfe beträgt die zu bewältigende Strecke ca. 5,5 km. Die Wettkämpfe finden auf der Fritz-Hilkmann-Sportkloatscheeter-Anlage in Klausheide statt.
Die Nordhorner Sportkloatscheeter haben bisher fünfmal (2001, 2003, 2005, 2007 und 2009) an Deutschen Meisterschaften im Boßeln und Klootschießen (Klootschießen, Feldwettkampf mit der Hollandkugel, Straßenwettkampf mit Gummikugel und Kunststoffkugel) teilgenommen. Trotz der für sie ungewohnten Sportgeräte konnten hervorragende Erfolge erzielt werden. 2005 fanden die deutschen Meisterschaften in Nordhorn statt. Im Jugendbereich gelang ein deutscher Meistertitel im Straßenwettkampf mit der Kunststoffkugel. Deutscher Meister wurde der damals 15-jährige Timo Stockhorst vom KC Achter de Dannen.
Erfolgreichster Verein der letzten Jahre ist der KC Fortuna ’78. In der Saison 2007/2008 gelang Fortuna als zweitem Verein überhaupt das Triple in der NSKV, bestehend aus Siegen beim Einladungsturnier, Bürgermeisterpokal sowie bei der Stadtmannschaftsmeisterschaft in der Leistungsklasse der NSKV. In der Saison 2009/2010 wurden 2 der 3 großen Titel gewonnen.
Alkoholgenuss ist beim vereinsmäßigen Sport-Kloatscheeten vor oder während der Wettkämpfe strikt verboten. Dies ist ein Unterschied zu den vielen Gruppen, die sich zum Hobby-Kloatscheeten treffen.

## Hobby-Kloatscheeten
Zu Beginn des neuen Jahres (bis ca. Ende März) ist die Saison der Hobby-Kloatscheeter. Das Gesellige steht hierbei ganz eindeutig im Vordergrund. Nachbarschaften, Kegelclubs, Sportvereine jedweder Art, Mitarbeiter von Firmen, Büros oder Verwaltungen kommen hierfür zusammen. Vor Spielbeginn werden in der Regel zwei Mannschaften gebildet und hierfür die Reihenfolge der Werfer ausgelost. Auch die Strecke, meistens über Wirtschafts- und Feldwege, ist vorher ausgesucht worden. Begonnen wird mit dem ersten Spieler einer Mannschaft, der den Kloat mit Schwung über die Strecke rollt. Der erste Werfer der gegnerischen Mannschaft versucht mit einem zweiten Kloat eine weitere Strecke zu schaffen. Von dem jeweiligen Endpunkt des Wurfes rollt der nächste Spieler der jeweiligen Mannschaft weiter. Gewonnen hat die Mannschaft, deren Kloat nach einem Durchgang die weiteste Strecke zurückgelegt hat.
Es gibt aber auch das Zielwerfen (z. B. in Lage), wo es einen Punkt für eine Mannschaft gibt, die eine zuvor gekennzeichnete Markierung als erste mit dem Kloat trifft. Es gibt dann pro Strecke ungefähr elf Punkte. Oft verlässt ein Kloat die Strecke und muss mühsam aus dem Seitenraum oder aus einem angrenzenden Wassergraben geborgen werden. Dazu wird ein so genannter Kloatsucher mitgeführt, um die Suche zu erleichtern. An Kreuzungen steht eine Wache für den Querverkehr.
Zur Versorgung während des drei- bis fünfstündigen Vergnügens in der freien Natur werden diverse Getränke wie Bier, Schnaps, Liköre, aber auch Tee und Kaffee mitgenommen. Dabei gibt es diverse Rituale, wie das Trinken eines Likörs an Kreuzungen. Auch Stärkungen wie Brötchen, Käse- und Wursthäppchen fehlen nicht. Als Transportmittel hierfür dienen Bollerwagen oder ähnliche Gerätschaften.
Mit Einbruch der Dunkelheit kehren die Gruppen regelmäßig in Gaststätten ein und nehmen hier ein vorher bestelltes deftiges Essen zu sich. Es besteht meistens aus Grünkohl mit Mettwürstchen und Speck. Da oft viele Gruppen in den Gaststätten zusammentreffen, klingt der Abend oft mit Tanz und Musik aus, dem sogenannten Kloatscheeter-Ball.
Seit nunmehr zwei Jahren wird das Hobby-Kloatscheeten getreu den beschriebenen Regeln und mit Original-Spielgerät aus der Grafschaft Bentheim auch in den Weinbergen des Rheingaus (Hattenheim) vom „Club der Toten Glieder“ und seinen Sympathisanten betrieben. Als besondere Herausforderung gilt hier, das Spielgerät trotz der geografischen Besonderheiten (Berge) möglichst weit zu rollen.
Im Februar 2012 trat eine Mannschaft aus dem Rheingau erstmals im „Mutterland des Kloat“, der Grafschaft Bentheim, zum fairen Wettstreit mit ortsansässigen Kloatgesellschaften an. Im Jahre 2013 nahm in den Reihen des „Clubs der Toten Glieder“ auch ein Sportler aus Irland beim traditionellen Kloatscheeten in der Grafschaft teil. Sogleich von der Sportart und dem sozialen Umfeld begeistert, transportierte er die Idee jenes Spieles auch auf die „Grüne Insel“, wo sie nun auch im Donegal einmal pro Jahr zelebriert wird. „Cloatscheeten“ hält somit Einzug in die Reihe der altehrwürdigen irischen Sportarten. Die Ausbreitung Richtung Süden schreitet indes weiter voran. Im Januar 2013 begab sich eine Gruppe Exil-Grafschafter in den Riemer Park in München, um dort diesem Volkssport nachzugehen.
Seit 1993 fährt jedes Jahr am 2. Wochenende im Februar eine Düsseldorfer Gruppe nach Uelsen, um dort dem geselligen Kloatscheeten zu frönen. Ungewöhnlich für die Einheimischen ist die Tatsache, dass hierdurch auch der Karneval in der Grafschaft Einzug hielt. Der Grund: Verschiedentlich ist am 2. Februarwochenende Karneval im Rheinland. Somit mussten sich die Einheimischen daran gewöhnen, das auf dem Padd maskierte Kloatscheeter auftauchten. Natürlich verbunden mit einem fröhlichen Helau. Selbstredend, dass seitdem auch in Düsseldorf das Kloatscheeten immer mehr Anklang findet.
In der Zeit der Coronapandemie hat sich ein neuer Hobby-Kloatscheet-Verein in Nordhorn gegründet. Dieser trifft sich ein Mal im Jahr. Der Name des Vereines lautet Jungfernstieg und hat insgesamt sieben Mitglieder. Oft wird International gegen die benachbarte Niederlande angetreten.
In Hamburg zelebriert die Wandergruppe Schaz seit den 90er Jahren eine fast jährlich stattfindende Kloatscheet-Wanderung, initiiert durch ein Gruppenmitglied aus Nordhorn mit Originalkloaten aus der Grafschaft.

## König auswerfen
Das Auswerfen des Königs oder der Königin ist ein uralter Brauch. Der König oder die Königin wird meistens nach Abschluss der geselligen Kloatscheeter-Runde ausgeworfen. Dazu stellen sich beide Teams in einem bestimmten Abstand (10 bis 25 Meter) gegenüber auf. Mitten zwischen ihnen wird eine Flasche in einer Plastiktüte aufgestellt. Nun versuchen die Teams, abwechselnd die Flasche zu treffen und zu zerstören. König bzw. Königin der Kloatscheeterrunde ist derjenige Werfer, der die Flasche durch seinen Wurf zerstört. Der vorherige Werfer gilt als Verlierer des Spiels und muss im nächsten Jahr das Kloatscheeten dieser Gruppe organisieren.
Andererseits gibt es auch einige Truppen, die ihren König durch den weitesten Wurf auswählen. Es wirft also jeder Teilnehmer über die gleiche Strecke so weit, wie er nur kann, der weiteste der beiden Mannschaften wird der neue König, außerdem gibt es für den letzten Platz auch eine Bezeichnung, die sogenannte Knolle.

## Aktuelle Könige und Königinnen

Beim 2025er Kloatscheeten der Gruppe "Schneegestöber" konnten Steffi und Daniel für die Gruppe "Schneegestöber" ihre herausragenden Fähigkeiten eindrucksvoll demonstrieren und wurden bei strahlendem Sonnenschein am 2. Februar 2025 nach einem ausgelassenen und spannenden Wettkampf verdient zu Königin Steffi I. und zu König Daniel II. gekürt.
Die Hoheiten versprachen gerechte Regenten zu sein, die stolz die ihnen anvertrauten Insignien tragen werden und diese in Ehren zu verwahren.